# Diocesi di Chingleput
La diocesi di Chingleput (in latino Dioecesis Chingleputensis) è una sede della Chiesa cattolica in India suffraganea dell'arcidiocesi di Madras e Mylapore. Nel 2021 contava 210.300 battezzati su 5.650.000 abitanti. È retta dal vescovo Anthonisamy Neethinathan.

## Territorio
La diocesi comprende i distretti di Kanchipuram e di Chengalpattu nella parte settentrionale dello stato indiano di Tamil Nadu.
Sede vescovile è la città di Chengalpattu (Chingleput), dove si trova la cattedrale di San Giuseppe lavoratore.
Il territorio è suddiviso in 105 parrocchie.

## Storia
La diocesi è stata eretta il 28 giugno 2002 con la bolla Cum ad provehendam di papa Giovanni Paolo II, ricavandone il territorio dall'arcidiocesi di Madras e Mylapore.

## Cronotassi dei vescovi
Si omettono i periodi di sede vacante non superiori ai 2 anni o non storicamente accertati.
- Anthonisamy Neethinathan, dal 19 luglio 2002

## Statistiche
La diocesi nel 2021 su una popolazione di 5.650.000 persone contava 210.300 battezzati, corrispondenti al 3,7% del totale.
| anno | popolazione | popolazione | popolazione | presbiteri | presbiteri | presbiteri | presbiteri                | diaconi | religiosi | religiosi | parrocchie |
| anno | battezzati  | totale      | %           | numero     | secolari   | regolari   | battezzati per presbitero | diaconi | uomini    | donne     | parrocchie |
| ---- | ----------- | ----------- | ----------- | ---------- | ---------- | ---------- | ------------------------- | ------- | --------- | --------- | ---------- |
| 2002 | 130.000     | 1.605.129   | 8,1         | 65         | 41         | 24         | 2.000                     |         | 59        | 610       | 56         |
| 2003 | 110.000     | 2.869.920   | 3,8         | 87         | 47         | 40         | 1.264                     |         | 55        | 375       | 62         |
| 2004 | 115.000     | 2.869.920   | 4,0         | 105        | 53         | 52         | 1.095                     |         | 87        | 494       | 64         |
| 2006 | 126.951     | 2.875.000   | 4,4         | 107        | 62         | 45         | 1.186                     |         | 123       | 421       | 64         |
| 2013 | 185.874     | 4.199.003   | 4,4         | 197        | 91         | 106        | 943                       |         | 342       | 727       | 86         |
| 2016 | 192.186     | 4.982.000   | 3,9         | 208        | 104        | 104        | 923                       |         | 343       | 753       | 95         |
| 2019 | 203.220     | 5.158.620   | 3,9         | 179        | 109        | 70         | 1.135                     |         | 167       | 664       | 99         |
| 2021 | 210.300     | 5.650.000   | 3,7         | 221        | 131        | 90         | 951                       |         | 192       | 768       | 105        |